# Lasioglossum baudini
Lasioglossum baudini är en biart som först beskrevs av Cockerell 1915.  Lasioglossum baudini ingår i släktet smalbin, och familjen vägbin. Inga underarter finns listade i Catalogue of Life.

## Bildgalleri

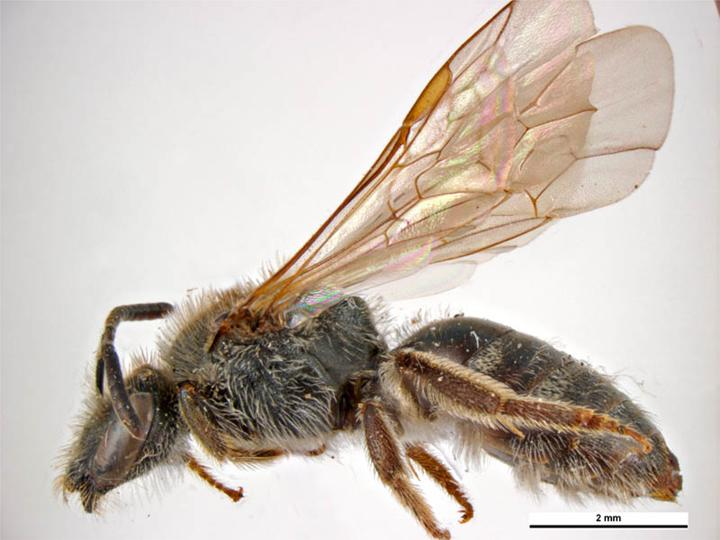
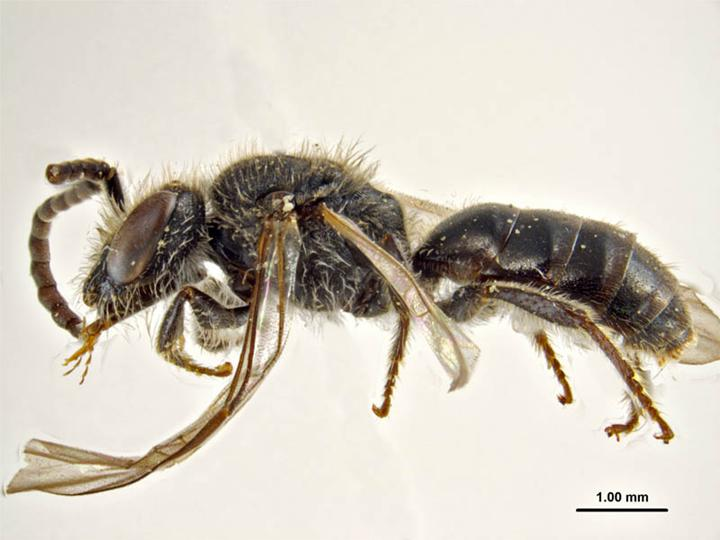